# دانشگاه مدیترانه شرقی
دانشگاه مدیترانه شرقی (انگلیسی: Eastern Mediterranean University) یک دانشگاه دولتی در شهر فاماگوستا در جمهوری ترک قبرس شمالی است که در سال ۱۹۷۹ افتتاح شده است. زبان تحصیل در این دانشگاه ترکی و انگلیسی می‌باشد و از لحاظ رده‌بندی، مهم‌ترین دانشگاه قبرس شمالی محسوب می‌شود. در این دانشگاه دانشجویانی عمدتاً از قبرس شمالی و ترکیه، برخی کشورهای عربی، نیجریه، پاکستان، ایران، آذربایجان، کشورهای آسیای میانه و برخی کشورهای اروپایی شرقی مشغول به تحصیل می‌باشند.

## دربارهٔ دانشگاه
دانشگاه مدیترانه شرقی از دانشگاه‌های دولتی قبرس است که در سال ۱۹۷۹ میلادی در شهر فاماگوستا تأسیس شد. این دانشگاه دارای زیربنای بیش از ۸۹۰ هکتار می‌باشد.
دانشگاه مدیترانه شرقی دارای بیش از ۵۰ گروه آموزشی بوده و مقاطع و رشته‌های ارائه شده در آن مورد تأیید وزارت علوم ترکیه (YOK) است. این دانشگاه در حال حاضر دارای ۶۸ رشته در مقطع کارشناسی، ۳۹ رشته در مقطع کارشناسی ارشد و ۱۸ رشته در مقطع دکتری می‌باشد و عضو اتحادیه دانشگاه‌های اروپا EUA، انجمن دانشگاه‌های بین‌المللی IAU، انجمن دانشگاه‌های جهان اسلام FUIW، جامعه دانشگاه‌های مدیترانه CMU و عضو رسمی ABET آمریکا است.

## موقعیت و رنکینگ دانشگاه EMU
دانشگاه مدیترانه شرقی قبرس دارای «پنج ستاره» از وبگاه QS می‌باشد. طبق آخرین رتبه‌بندی دانشگاه‌های جهان در ژانویه ۲۰۲۳ توسط وبگاه وبومتریکس، رتبه جهانی دانشگاه مدیترانه شرقی ۱۲۹۶ است.

## کتابخانه
در حال حاضر می‌توان گفت کتابخانه دانشگاه با دارا بودن ۱۲۰۰۰۰ جلد کتاب یکی از کتابخانه‌های بزرگ در بخش قبرس ترک شمالی می‌باشد، علاوه بر این بانک اطلاعات گسترده دانشگاه بر پایه اینترت شامل هزاران منبع و مقاله می‌باشد که قابل دسترس برای کاربران می‌باشد.

## دانشکده‌ها، مدرسه‌ها و مؤسسه‌ها
این دانشگاه دارای ۱۲ دانشکده، ۵ مدرسه تخصصی  و ۳ مؤسسه بنیادی می‌باشد که ۱۳۹ برنامه آموزشی در مقاطع کاردانی، کارشناسی، کارشناسی ارشد و دکترا ارائه می‌دهد. همچنین دارای مدرسه زبان انگلیسی برای آن دسته از دانشجویان که نیاز به بهبود زبان انگلیسی آنها می‌باشد است.

### دانشکده‌ها
- دانشکده کسب و کار و اقتصاد
- دانشکده مهندسی
- دانشکده هنر و علوم
- دانشکده حقوق
- دانشکده معماری
- دانشکده ارتباطات
- دانشکده آموزش و پرورش
- دانشکده علوم بهداشت و درمان
- دانشکده داروسازی
- دانشکده پزشکی
- دانشکده گردشگری

### مدرسه‌ها
- مدرسه تخصصی محاسبات و فن آوری (فن آوری اطلاعات)
- مدرسه تخصصی حقوق
- مدرسه تخصصی گردشگری و هتلداری
- مدرسه تخصصی خدمات بهداشتی
- مدرسه تخصصی زبان های خارجی

### موسسه‌ها
- مؤسسه تحقیقات و تحصیلات تکمیلی
- مؤسسه تحقیق و توسعه و فناوری پیشرفته
- مؤسسه آموزش از راه دور

## دوره های تحصیلات تکمیلی (کارشناسی ارشد و دکتری)
دانشگاه مدیترانه شرقی ۹۶ رشته در مقاطع تحصیلی کارشناسی ارشد و دکتری را ارائه می‌دهد، که
ساختار دوره های کارشناسی ارشد و دکتری در این دانشگاه به شرح زیر است:

### کارشناسی ارشد بدون پایان نامه
دانشگاه مدیترانه شرقی پذیرای متقاضیان در دوره های متفاوت در مقطع کارشناسی ارشد بدون پایان نامه می باشد. طول دوره های کارشناسی ارشد بدون پایان نامه ۱-۱/۵ سال تحصیلی (۲-۳ ترم) می باشد. دانشجویان بایستی تعداد ۱۰ درس (۱۲ درس برای رشته MBA) را با موفقیت بپایان برسانند و در پایان پروژه فارغ التحصیلی ارایه کنند.    

### کارشناسی ارشد با پایان نامه
دانشگاه مدیترانه شرقی پذیرای متقاضیان در رشته های متفاوت در مقطع کارشناسی ارشد با پایان نامه می باشد. طول قانونی دوره های کارشناسی ارشد با پایان نامه ۲ سال تحصیلی (۴ ترم) می باشد ولی در صورتیکه دانشجویی نتواند از پایان نامه خود با موفقیت دفاع کند، حداکثر ۲ ترم دیگر وقت دارد تا با موفقیت فارغ التحصیل شود. دانشجویان دوره های کارشناسی ارشد با پایان نامه بایستی ۷ درس (به استثنا رشته MBA) را ظرف حداکثر ۴ ترم با موفقیت بگذرانند و در صورت کسب حداقل معدل ۳/۴ از پایان نامه خود دفاع کنند.   

### دکتری
دانشگاه مدیترانه شرقی پذیرای متقاضیان در رشته های متفاوت در مقطع دکتری می باشد. طول قانونی دوره های دکتری ۳-۵ سال است ولی در صورتیکه دانشجویی نتواند بموقع از رساله دکتری خود دفاع کند می تواند حداکثر ۲ ترم دیگر تحصیل خود را ادامه دهد. دانشجویان دوره دکتری بایستی تعداد ۷ درس را ظرف حداکثر ۴ ترم با موفقیت بگذرانند و حداقل معدل ۳/۴ کسب کنند. پس از آن، دانشجویان باید در امتحان جامع (کتبی و شفاهی) شرکت کنند و با کسب حداقل نمره قبولی به پروژه رساله دکتری خود بپردازند.